# 아트 라인하트
아서 콘래드 라인하트(Arthur Conrad Reinhart, 1899년 5월 29일 ~ 1946년 11월 11일)는 미국의 전 프로 야구 선수이다. 1910년대와 1920년대에 메이저 리그 베이스볼 (MLB)에서 투수로 활약하였으며, 좌투좌타였다. 5시즌 동안 세인트루이스 카디널스에서 뛰었다. 통산 92경기에 출전해 444⅔이닝을 던지며 30승 18패, 31완투 4완봉, 3.60의 평균자책점을 기록했다. 투수임에도 뛰어난 타격 실력을 보여주며 통산 .301의 타율을 기록했다.